# لوئیسبورگ، میسوری
لوئیسبورگ (به انگلیسی: Louisburg) یک روستا (ایالات متحده آمریکا) در ایالات متحده آمریکا است که در شهرستان دالاس، میزوری واقع شده‌است.
 لوئیسبورگ ۱٫۲۰ کیلومتر مربع مساحت و ۱۲۲ نفر جمعیت دارد و ۳۵۸ متر بالاتر از سطح دریا واقع شده‌است.